# Olin E. Teague

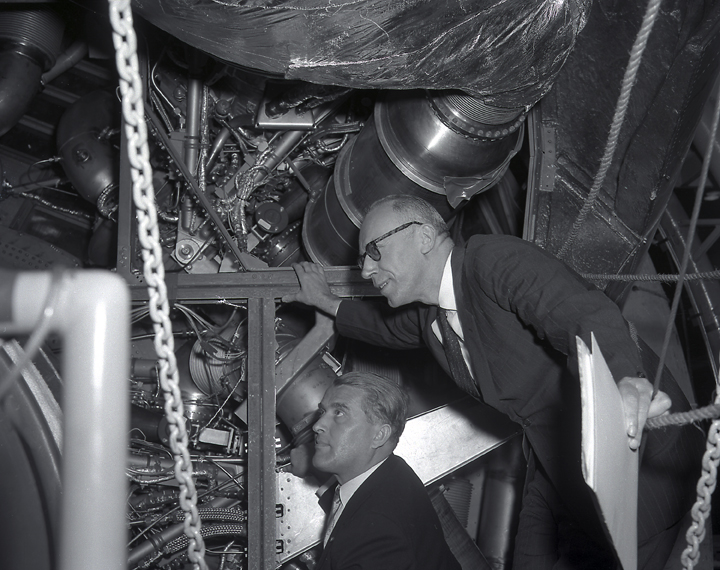
Olin E. Teague (rechts) mit Wernher von Braun während eines Besuchs des Marshall Space Flight Center am 9. März 1962.

Olin Earl (Tiger) Teague (* 6. April 1910 in Woodward, Woodward County, Oklahoma; † 23. Januar 1981 in Bethesda, Maryland) war ein US-amerikanischer Politiker (Demokratische Partei), der den Bundesstaat Texas im US-Repräsentantenhaus vertrat.
Er besuchte die Grundschule und die High School in Mena, Arkansas. Anschließend machte er 1932 seinen Bachelor of Arts am Texas Agricultural and Mechanical College in College Station. Danach war er von 1932 bis 1940 im Postamt von College Station tätig. Am 5. Oktober 1940 verpflichtete er sich in der US Army und wurde zum First Lieutenant befördert. Er kommandierte das 1. Bataillon der 314. Infanterie der 79. Division. Während seiner Dienstzeit wurden ihm der Silver Star with two Clusters, der Bronze Star und das Purple Heart with two Clusters verliehen. Er wurde am 6. September 1946 mit dem Dienstgrad eines Colonel entlassen.
Teague wurde durch eine Nachwahl am 24. August 1946 in den 79. US-Kongress gewählt, um die freie Stelle zu füllen, die durch den Rücktritt von Luther Alexander Johnson entstanden war. Er wurde sechzehn Mal in den Kongress wiedergewählt und diente so vom 24. August 1946 bis zu seinem Rücktritt am 31. Dezember 1978. In seiner Amtszeit im Kongress war er Vorsitzender des Select Committee on Education, Training and Loan Programs of World War II Veterans (81. und 82. Kongress), des Committee on Veterans’ Affairs (vom 84. bis zum 92. Kongress), sowie des Committee on Science and Technology (94. und 95. Kongress). Ferner weigerte er sich 1956 das Southern Manifesto zu unterzeichnen, das sich gegen die Rassenintegration an öffentlichen Einrichtungen aussprach. Er entschied sich 1978, nicht noch einmal für eine Wiederwahl in den 96. Kongress anzutreten.
Teague lebte in Washington, D.C. und starb am 23. Januar 1981 in Bethesda, Maryland. Er wurde auf dem Nationalfriedhof Arlington beigesetzt.